# Michael Klostermann (Dirigent)
Michael Klostermann (* 27. Dezember 1962 in Bad Sobernheim) ist ein deutscher Orchesterdirigent und Komponist im Bereich der Blasmusik.

## Leben
Mit neun Jahren erlernte Klostermann das Klavierspielen. Nach und nach lernte er verschiedene Blasinstrumente kennen und entdeckte im Tenorhorn seinen persönlichen Favoriten. Er begann eine Laufbahn im Polizeidienst. 1983 kam er als damaliger Polizeihauptkommissar als Tenorhornspieler zum Hessischen Polizeiorchester, was er in Folge hauptberuflich ausübte. 1984 gründete er sein eigenes Blasorchester „Michael Klostermann und seine Musikanten“. Stilrichtung dieses Orchesters ist die böhmische Blasmusik, die vor allem Ernst Mosch mit seinen Egerländern etablierte. Etwa ein Drittel der Titel ist besungen, die anderen rein instrumental.
1986 gewann das Orchester von Klostermann das 6. Internationale Treffen der Blaskapellen in Prag. Fast alle Titel hatte der Dirigent in Zusammenarbeit mit Franz Watz und Hans Bruss geschrieben.
Lange Jahre schrieb ausschließlich Franz Watz die Arrangements für das Orchester, darunter viele konzertante Titel. Michael Klostermann schrieb ab 1989 Titel selbst, darunter die erfolgreichen „Julia-Polka“, „Dunkelgrüne Sterne“, „Musi' mit Herz“ oder „Träum dir diese Welt ganz einfach schön“. Ab 2001 strebte er  weitgehende Eigenständigkeit in den Kompositionen und Arrangements an und schrieb verstärkt neue Melodien und Texte, z. T. zusammen mit Hans Bruss.

## Diskographie (Auswahl)
- Junger Schwung aus Böhmen (1987)
- So klingt’s in Böhmen (1988)
- Trümpfe der Blasmusik (1990)
- Jubiläumsfest (1993)
- Michael Klostermann und seine Musikanten (1995)
- 15 Jahre (1999)
- Dankeschön Ernst Mosch (2000)
- Faszination Blasmusik (2002)
- Verliebt in die Blasmusik (2003)
- 20 Jahre - 20 Hits. Das Beste (2003)
- So viel Schwung (2007)
- Ein Feuerwerk der Blasmusik (2008)
- So viele schöne Mädchen (2008)
- Bewahrt das Feuer (2009)
- Böhmisch-Mährisch-Swing (2009)
- Ein Herz für Blasmusik (2009)
- Königsklänge der Marschmusik (2010)
- Lieder, die man nie vergisst (2011)
- Meine Lieblingsmelodien (2014)

Tonträger mit spezieller Thematik/Besetzung
- 1991 eine Weihnachts-LP/CD
- 1992 die bekanntesten Egerländer Titel, in Arrangements von Franz Watz
- 1997 eine Synthese aus mährischer, böhmischer und Swing-Musik
- 1999 Sonder-CD zum 50. Geburtstag von Franz Watz